# Guillermo Muñoz Vera
Guillermo Muñoz Vera (Concepción, 28 de abril de 1956) es un artista chileno-españolcreador de la Escuela de Chinchón.
Es considerado, además, un maestro del Realismo Españolpor la gran variedad de temas tratados, la calidad pictórica con la que los enfoca y sobre todo por la distinguida técnica que usa para mostrarlos.

## Biografía y trayectoria
En 1973 Muñoz Vera ingresó en la Facultad de Bellas Artes de la Universidad de Chile, siendo nombrado profesor adjunto a la Cátedra de Dibujo incluso un año antes de licenciarse, logrando al año siguiente, en 1979, exponer en la Sala Manuel Montt«Trabajos de oficio, 1975-1979», su primera exposición individual. 
Aunque en la universidad adquiere conocimientos de dibujo, pintura, estética, fotografía y física del color y la visión, gracias -entre otros- a los profesores Adolfo Couve, Reinaldo Villaseñor y Luis Advis, considera necesario ampliar y completar su formación académica, por lo que viaja a España en 1980, matriculándose en la Facultad de Bellas Artes de la Universidad Complutense de Madrid. Los años siguientes, sin dejar nunca de pintar y mientras compagina sus estudios, los dedica a viajar por España y Europa, visitando museos y galerías de arte. 
Es a partir de 1985 -año en el que obtiene la nacionalidad española- cuando fija su residencia en Madrid, realizando al año siguiente su primera exposición individual en la capital: «Ayer - Madrid - Ahora» que tiene lugar en la Asamblea de Madrid. Sin embargo, su carrera profesional comienza en Alemania gracias a las galerías Levy, Redies y Ulrich Gering, algo que le permite participar en ferias internacionales en Bassel, Frankfurt y Düsseldorf 
En 1990 expone por primera vez en la galería Ansorena de Madrid, y a finales de 1991 se publica un volumen editado por la Gran Enciclopedia Vasca -dentro de su colección Grandes maestros del arte moderno con prólogo del historiador, escritor y periodista Fernando Díaz-Plaja y textos de Matías Díaz Padrón, doctor en Historia del Arte y en su momento conservador de pintura Flamenca y Holandesa en el Museo del Prado- que abarca la década de 1981-1991. 
A partir de 1994 se embarca en un proyecto ambicioso: fundar una academia de pintura, la Academia ARAUCO, que aunque toma el nombre del acrónimo ARte y AUtores COntemporáneos, representa un guiño a su tierra natal y sobre todo una arriesgada apuesta por aunar futuro y pasado siempre desde el presente. La Academia le permite gestionar y patrocinar actividades culturales y educativas sin ningún ánimo de lucro gracias a la organización de becas de estudio, cursos de verano y talleres de enseñanza para jóvenes pintores,además de la creación de exposiciones y certámenes de pintura. 
Chinchón se convierte desde 1997 en sede de la Academia, concediéndole esta apacible localidad madrileña situada al sureste de la Comunidad, el espacio suficiente para instalar, además de su taller, aulas y habitaciones para la residencia de los estudiantes. Da comienzo a la conocida como Escuela de Chinchón.
En el año 2000 se organiza en el Centro Cultural de la Villa -con el patrocinio del Ayuntamiento de Madrid-, una exposición antológica que abarca un periodo de veintisiete años de trabajo y que logra reunir una muestra de 140 obras pertenecientes a colecciones privadas dispersas por todo el mundo. 
Dos años más tarde, el Instituto del Patrimonio Cultural de España le encarga un retrato de Juan Carlos I, un óleo sobre lienzo encolado a tabla que fue titulado Juan Carlos I, cazador.

## Chile Hoy

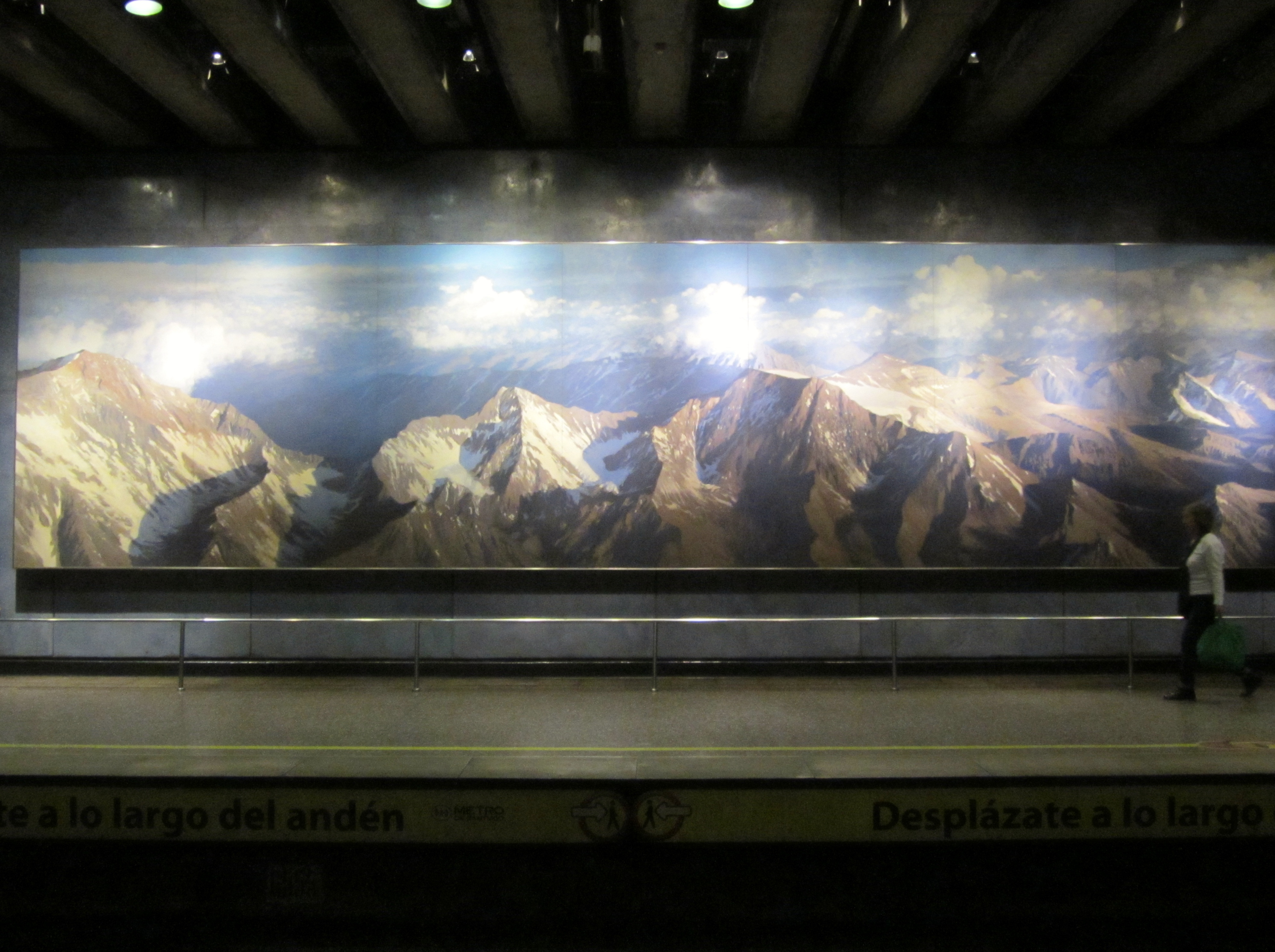
Mural Cordillera de los Andes, de la serie Chile hoy en la estación La Moneda del Metro de Santiago

En 2002 Muñoz Vera es invitado por MetroArte a pintar una serie de cuadros que decorarían ambos andenes de la estación La Moneda del Metro de Santiago en Chile, situada a escasos pasos del Palacio Presidencial, y que se titularía Chile y su gente.
En septiembre de 2005 la descomunal serie de 14 pinturas murales que suman en total 180 metros cuadrados es inaugurada bajo el título Chile hoy. En estas obras Guillermo refleja "un compendio gráfico del paisaje chileno", que abarca desde el desierto de Atacama hasta los glaciares de la Patagonia, desde la Cordillera de los Andes hasta el Océano Pacífico.

## Otros proyectos y exposiciones
En 2003, el presidente Ricardo Lagos le pide que pinte dos cuadros en homenaje a Salvador Allende. Además, ese mismo año expone en San Sebastián junto a una veintena de sus alumnos.
En 2004 comienza su colaboración la galería Gary Nader de Miami.Y en 2005 con Forum Gallery de Nueva York. 
Con motivo de la Exposición Internacional de Zaragoza de 2008, realiza una retrospectiva que abarca del 2001 al 2008 con la temática del agua de fondo: "...A propósito del agua [2001-2008]".
En 2014 realiza la Real Maestranza de Caballería de Sevilla elige a Muñoz Vera para pintar el cartel anunciador de la temporada de dicha año. 
Al año siguiente lleva a cabo una nueva retrospectiva, esta vez en el Museo de la Universidad de Alicante, que abarca los últimos siete años, del 2008 al 2015.
La apertura al público, en 2018, del Museo Casa del Temple en Toledo trajo una nueva exposición de Muñoz Vera en este emblemático edificio.
El Oratorio de San Felipe Neri de Alcalá de Henares le encarga el Apostolado de la iglesia del propio Oratorio que durante los años 2019-2022 sufre una profunda restauración.
Se elige una obra suya como imagen del cartel que conmemora el 530 aniversario de las Capitulaciones de Santa Fe., y al año siguiente se organiza una gran exposición en el propio Instituto de América de Santa Fe.